# Панельные данные
Панельные данные, или лонгитюдные данные — используемые в социальных науках и эконометрике многомерные данные, получаемые серией измерений или наблюдений за несколько периодов времени для одних и тех же компаний или людей. Исследование, в котором используются панельные данные, называется панельным исследованием.

## Пример
| Человек | Год  | Доход | Возраст | Пол |
| ------- | ---- | ----- | ------- | --- |
| № 1     | 2016 | 1300  | 27      | 1   |
| № 1     | 2017 | 1600  | 28      | 1   |
| № 1     | 2018 | 2000  | 29      | 1   |
| № 2     | 2016 | 2000  | 38      | 2   |
| № 2     | 2017 | 2300  | 39      | 2   |
| № 2     | 2018 | 2400  | 40      | 2   |

| Человек | Год  | Доход | Возраст | Пол |
| ------- | ---- | ----- | ------- | --- |
| № 1     | 2016 | 1600  | 23      | 1   |
| № 1     | 2017 | 1500  | 24      | 1   |
| № 2     | 2016 | 1900  | 41      | 2   |
| № 2     | 2017 | 2000  | 42      | 2   |
| № 2     | 2018 | 2100  | 43      | 2   |
| № 3     | 2017 | 3300  | 34      | 1   |

В приведенном примере показаны два набора данных, собранные в панельную структуру. Индивидуальные характеристики (доход, возраст, пол) собираются для разных людей и разных лет. В первом наборе данных два человека (№ 1, № 2) наблюдаются каждый год в течение трех лет (2016, 2017, 2018). Во втором наборе данных три человека (№ 1, № 2, № 3) наблюдаются два раза (человек № 1), три раза (человек № 2) и один раз (человек № 3), соответственно, за три года (2016, 2017, 2018); в частности, для человека № 1 отсутствуют данные по 2018 году, а для человек № 3 — по 2016 и 2018 году.
Сбалансированная панель (первый пример) представляет собой набор данных, в котором каждый член группы (то есть человек) наблюдается каждый год. Следовательно, если сбалансированная панель содержит N единиц наблюдения и Т периодов, число наблюдений (n) в наборе данных обязательно составит п = N × T.
Несбалансированная панель (второй набор данных в примере) представляет собой набор данных, в котором, по меньшей мере, один член группы не имеет данных по всем периодам. Поэтому, если несбалансированная панель содержит N единиц наблюдения и Т периодов, то число наблюдений (n) в наборе данных строго меньше их произведения: п < N × T.
Оба набора данных структурированы в длинном формате, в котором одна строка содержит одно наблюдение за один раз. Другим способом структурирования панельных данных является широкий формат, где одна строка представляет одну единицу наблюдения для всех моментов времени (например, в широком формате будет только две (первый пример) или три (второй пример) строки данных, с дополнительными столбцами для каждой переменной времени (доход, возраст).